# Teresina Brambilla
Teresa "Teresina" Brambilla (Cassano d'Adda, Llombardia, 15 d'abril de 1845 – Vercelli, Milà, 1 de juliol de 1921) fou una soprano italiana que va cantar als principals teatres d'òpera d'Europa al llarg de la seva carrera operística de vint-i-cinc anys. Va ser especialment coneguda per les seves interpretacions dels papers principals de les òperes d'Amilcare Ponchielli, amb qui es va casar el 1874.

## Vida i carrera
Brambilla va néixer a Cassano d'Adda en el si d'una família de músics. Les seves cinc ties eren totes cantants d'òpera, tres de les quals (Marietta, Teresa i Giuseppina Brambilla) van tenir una carrera destacada. Segons algunes fonts, va ser formada en el cant per Marietta i Teresa, i segons altres fonts, per Giuseppina. Va debutar com Adalgisa de Norma el 1863 amb la companyia d'òpera italiana d'Odessa, on tant Giuseppina com Teresa havien cantat amb gran èxit.
A Itàlia va actuar principalment als teatres de Milà, Ancona, Torí i Roma. El 5 de desembre de 1872 va cantar el paper de Lucia Mondella a l'estrena de la gran revisió d'Amilcare Ponchielli de la seva òpera primerenca I promessi sposi. La representació va inaugurar el Teatro Dal Verme de Milà i va resultar ser el primer gran èxit de Ponchielli i un gran avenç per a ell com a compositor d'òpera. Ponchielli i Brambilla es van casar l'any 1874 i Teresina va passar a ser coneguda com la "intèrpret ideal" de les obres del seu marit, rebent un reconeixement particular per la seva interpretació en el paper principal de La Gioconda, que va cantar per primera vegada a La Scala de Milà el 18 d'abril de 1876.
Brambilla va cantar a les estrenes a Roma de Lohengrin de Richard Wagner (en el paper d'Elsa) i de Poliuto de Gaetano Donizetti (com a Paolina) i també va ser coneguda per les seves interpretacions de les heroïnes verdianes Leonora, de Il trovatore, i Aida, de l'òpera homònima. La temporada de carnaval de 1875 va cantar el paper principal d'Aida amb gran èxit al Teatre Carlo Felice de Gènova, dirigida pel mateix Verdi, en una sèrie de 30 representacions consecutives. Després de la mort de Ponchielli el 1886, Teresina va continuar actuant fins al 1889, quan es va retirar dels escenaris i es va convertir en professora de veu al Conservatori de Ginebra. Posteriorment va tornar a Itàlia on va ensenyar al Conservatori de Pesaro fins al 1911. Brambilla va morir a Vercelli als 76 anys. Ella i Ponchielli van tenir tres fills, dos fills i una filla. El seu fill Annibale fou un crític musical i compositor menor.

## Rols creats
- Lucia Mondella en la versió revisada de I promessi sposi d'Amilcare Ponchielli, Teatro Dal Verme, Milà, 5 de desembre de 1872[6]
- Luce de l'òpera homónima d'Stefano Gobatti, Teatro Comunale, Bolonya, 26 de novembre de 1875[6]
- Lina de l'òpera homónima d'Amilcare Ponchielli, Teatro Dal Verme, Milà 17 de novembre de 1877[6]
- Flora de Don Giovanni d'Austria de Filippo Marchetti, Teatro Regio, Torí, 11 de març de 1880[6]

A més dels anteriors papers d'òpera creats per Brambilla, també va ser la solista principal de la primera interpretació de la cantata de Ponchielli Omaggio a Donizetti ("Homenatge a Donizetti") que es va representar al Teatre Riccardi de Bèrgam el 13 de setembre de 1875, el dia que les cendres de Gaetano Donizetti i Simone Mayr van ser traslladades a la basílica de Santa Maria Maggiore de la ciutat.